# Bertrand Guilladot
Bertrand Guilladot, död 1742, var en av de åtalade i häxprocessen i Lyon, och av de sista personerna som avrättades för häxeri i Europa.
Guilladot var en präst i Dijon i Frankrike som anklagades, arresterades och bekände att han hade begått en pakt med Satan. I sin bekännelse utpekade han ytterligare tjugonio personer som skall ha begått samma sak med honom. 
Guilladot avrättades 1742 och de övriga personer han angett arresterades och förhördes i Lyon en process som inte skulle avslutas förrän tre år senare; fem personer avrättades 1745, och ytterligare tjugotre män dömdes till galärerna. Louis Debaraz avrättades 1745 för att ha utfört en djävulsmässa för att finna en skatt.    